# Dom własny Adolfa Radinga
Dom własny Adolfa Radinga – modernistyczny jednorodzinny dom mieszkalny przy ul. Sochaczewskiej 4 we Wrocławiu wybudowany dla Adolfa Radinga według jego własnego projektu.

## Historia
Adolf Rading, który w roku 1919 przeprowadził się z Berlina do Wrocławia, aby objąć stanowisko kierownika katedry architektury w Państwowej Akademii Sztuki i Rzemiosła Artystycznego, zaprojektował wkrótce swój własny dom przy ówczesnej Stifterstrasse na osiedlu Borek. Pierwszy projekt wykonany w październiku 1921 r. nie uzyskał akceptacji Policji Budowlanej ze względu na bardzo awangardową formę dachu. Jedynym zachowanym dokumentem związanym z projektem domu jest fotografia jego modelu. Widać na niej prostopadłościenny budynek z uskokowo obniżającym się ku południu dachem zakończonym płytą wspornikową. Rading inspirował się wykonując ten projekt wzorcami wypracowanymi przez grupę artystyczna Gläserne Kette Brunona Tauta, a także holenderska grupę De Stijl. Poprawiony projekt z innym, bardziej zbliżonym do tradycyjnego dachem został zrealizowany w roku 1922. Adolf Rading mieszkał wraz z żoną w domu przy dzisiejszej ulicy Sochaczewskiej do roku 1933, kiedy to po objęciu władzy przez nazistów zdecydował się na wyjazd z Niemiec.

## Architektura
Dom wybudowany na planie prostokąta o wymiarach 6 × 10 m przykryty został czterospadowym dachem przypominającym nieco pagodę. Azjatyckich inspiracji charakterystycznych dla architektury ekspresjonistycznej można też doszukać się w kształcie nasady kominowej i latarni zdobiącej niegdyś wejście. Z kolei mocnym ekspresjonistycznym detalem, jaki zachował się z pierwotnego projektu jest ostrołukowe zakończenie drzwi wejściowych. Powierzchnia użytkowa domu jest niewielka, wynosi jedynie 70 m². Na parterze znajduje się strefa dzienna – salon połączony z jadalnią, która wypełnia całą wschodnia i południowa część. Resztę parteru zajmuje kuchnia pomieszczenie gospodarcze i pokój służącej. To nowoczesne rozwiązanie tworzenia przestronnej strefy dziennej mieszkania Rading stosował wówczas równolegle z Le Corbusierem nie znając jeszcze jego realizacji w tym zakresie. Na pierwszym piętrze znajdowały się dwie sypialnie i łazienka. Dom posiadał też piwnicę i strych. Przed II wojną światową dobudowano jeszcze od strony północnej garaż.
Wojnę dom przetrwał w dobrym stanie, Obecnie jest własnością prywatną. Forma w dalszym ciągu podobna jest do stanu pierwotnego. Nie zachowały się niektóre detale, jak lampa nad wejściem, nasada kominowa oraz ogrodzenie.

## Ocena
Dom Radinga w opinii współczesnych historyków architektury stał się jednym z wzorców wytyczającym trendy w architekturze modernistycznej dwudziestolecia międzywojennego.